# Joice
Joice är en bildtelefon för äldre från företaget myJoice. 
Systemet består av en set-top (BlackBox) som tillsammans med en bordskontroll ( JoiceBox ) och en webbkamera kopplade till TVn placeras i hemmet hos den äldre. Utrustningen är uppkopplad via bredband till en grupp servrar som i sin tur är uppkopplade mot antingen samma utrustning hos de anhöriga eller mot deras datorer och eller telefoner. Flera användare kan vara anslutna till samma abonnemang. Kostnaden är densamma oavsett antalet användare och PC klienter (se Softphone) och ingår i abonnemanget. 
Genom att välja en bild från en fotoalbum på skärmen väljer man vem i familjen man vill ringa. På så sätt behöver man inte kunna vare sig adresser eller nummer.
En ergonomisk bordskontroll tjänar som samtalsväljare och samtidigt som en högtalartelefon. Kontrollen är konstruerad för enkelt användande och är utrustad med få stora olikfärgade knappar.
Inkommande samtal till den äldre sätter på TV:n och kan tillåtas bryta ett TV-program för att istället visa den uppringandes bild. När samtalet är slut återgår TV:n till att visa det program som visades innan samtalet påbörjades. 
I förväg tillåtna inkommande samtal kan tillåtas starta ett samtal utan att den äldre behöver svara. Detta är främst en hjälp för människor med handikapp. 
Fjärrstyrning  - inställningar kan göras från vilken dator som helst utan att någon behöver röra utrustningen hos den äldre. 

## Tekniska Data
- Communication Protocols: SIP, H264, g711, Speex-wb, g729
- Nödvändig bandbredd :  <400kbit up- och down- stream
- Nätverksanslutning : 10/100 RJ-45 ethernet eller 802.11B/G Wifi
- Webbkamera: UVC compatible USB. 6 megapixel kamera inkluderad.
- Strömkälla: 12VDC, 500mA
- Vikt 1.9 kg
- Komponenterna är CE märkta och uppfyller RoHS krav.
- Komponenterna är utvecklade och tillverkade exklusivt för MyJoice AB i Sverige. De är baserade på en Linux plattform och använder DaVinci kretskort från Texas Instruments.

## Länkar och andra källor
- myJoice
- DN Ekonomi artikel
- Computer Sweden